# Aeropuerto del Pacífico
El Aeropuerto del Pacífico o Aeropuerto Internacional del Pacífico será un aeropuerto internacional civil que se ubicará en el departamento de La Unión en El Salvador. El aeropuerto fue propuesto por Nayib Bukele durante su campaña presidencial de 2019 como parte de su Plan Cuscatlán y la construcción fue aprobada por la Asamblea Legislativa el 26 de abril de 2022.
Los trabajos de terracería dieron inicio en marzo de 2023 y su construcción comenzó en febrero de 2025 con la colocación simbólica de la primera piedra realizada por Bukele.

## Historia

### Propuesta inicial
En 2019, el entonces candidato presidencial Nayib Bukele presentó el Plan Cuscatlán, un documento que delineaba sus objetivos y propuestas de gobierno para El Salvador. Entre sus principales proyectos, Bukele contempló la construcción de un nuevo aeropuerto en la zona oriental del país, inicialmente denominado "Aeropuerto en el Oriente".
La propuesta se fundamentaba en criterios de eficiencia operativa y desarrollo económico regional. Bukele argumentó que una significativa proporción de pasajeros que utilizan el Aeropuerto Internacional San Óscar Arnulfo Romero y Galdámez provienen de la zona oriental del país. En consecuencia, un nuevo terminal aéreo en esa región podría cumplir múltiples objetivos: reducir la saturación del aeropuerto central, generar oportunidades laborales y dinamizar la economía de la zona este de El Salvador.
El 9 de marzo de 2020, el Gobierno de El Salvador dio inicio a una convocatoria pública internacional denominada "Proyecto Aeropuerto del Pacífico", con el propósito de invitar a empresas extranjeras a desarrollar estudios de diseño para la infraestructura aeroportuaria. La iniciativa generó un significativo interés en el sector empresarial internacional, con un total de 44 compañías manifestando su participación en el proceso. Finalmente, 11 de estas empresas presentaron formalmente sus propuestas económicas ante las autoridades gubernamentales.
El 24 de febrero de 2022, el Gobierno de El Salvador recibió un informe económico y financiero del Consorcio Peyco-ALBEN 4000, especializado en transporte aéreo. El documento proyectaba un impacto significativo en la generación de empleo y movilidad aérea. Según las estimaciones, el aeropuerto generaría 4.700 nuevos puestos de trabajo durante su primer año de operaciones.
La proyección a diez años contemplaba un volumen de entre 1 y 3 millones de pasajeros, con aproximadamente 18.000 movimientos de aeronaves. Federico Anliker, presidente de la Comisión Ejecutiva Portuaria Autónoma (CEPA), amplió las expectativas laborales, estimando que la construcción del aeropuerto podría crear más de 23.700 nuevos empleos.
En marzo de 2022, la CEPA confirmó la ubicación del proyecto en el caserío Condadillo de Conchagua, distrito del departamento de La Unión. La implementación del proyecto implicará la reubicación de los residentes de Condadillo y del caserío cercano Flor de Mangle. Durante el proceso de selección, las autoridades legislativas evaluaron exhaustivamente nueve ubicaciones potenciales. Seis de estas fueron descartadas debido a limitaciones técnicas relacionadas con las condiciones de aterrizaje. La ubicación final fue seleccionada considerando criterios de viabilidad técnica y minimización del impacto ambiental.

### Aprobación gubernamental
El 25 de abril de 2022, la Comisión de Economía de la Asamblea Legislativa de El Salvador aprobó la legislación para la construcción del nuevo aeropuerto. Al día siguiente, el pleno legislativo ratificó la ley, denominada "Ley para la Construcción, Administración, Operación y Mantenimiento del Aeropuerto del Pacífico", con 67 votos a favor de los 84 diputados que conforman la asamblea.

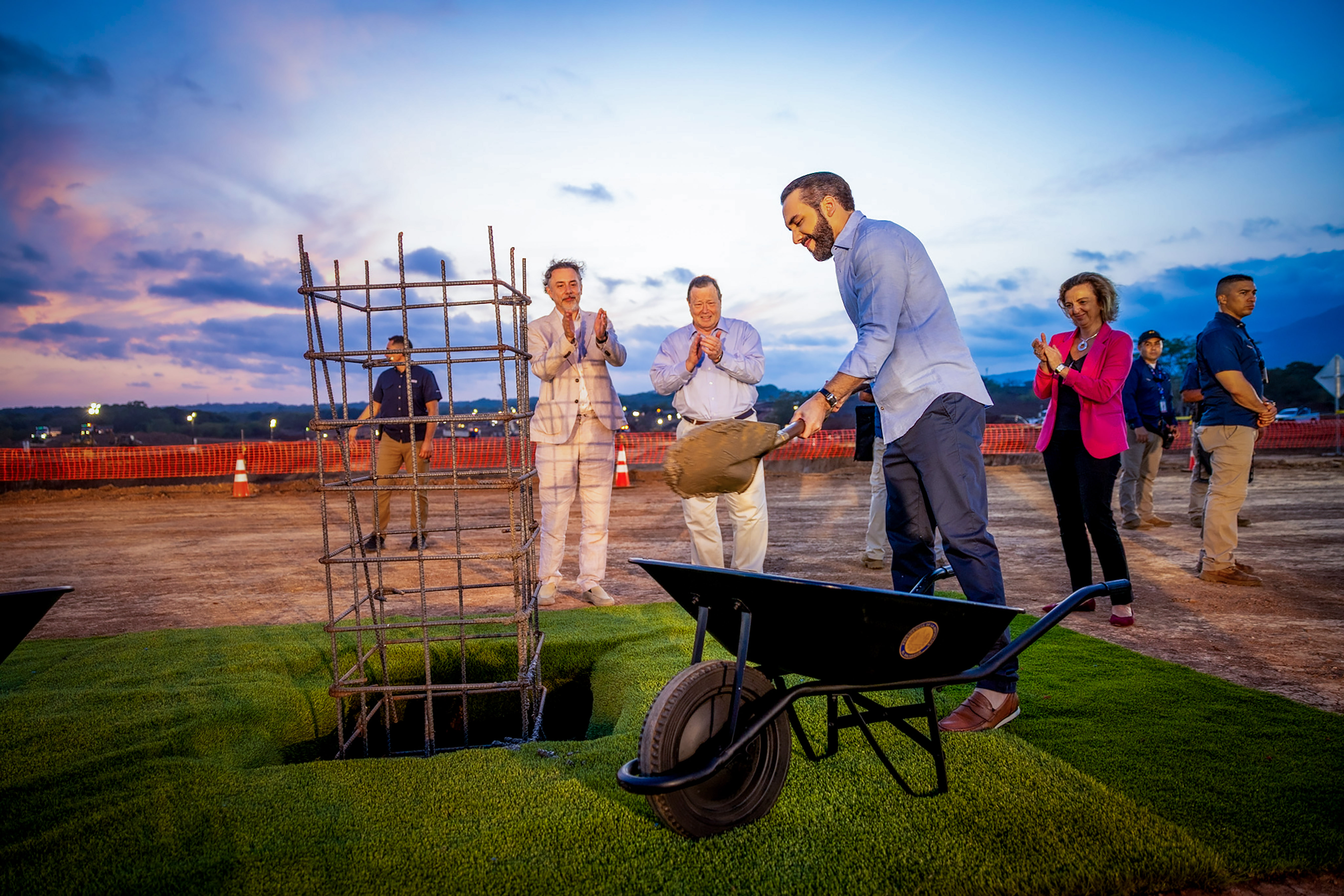
Nayib Bukele durante la colocación de la primera piedra.

El 25 de febrero de 2025, Nayib Bukele colocó la primera piedra del Aeropuerto del Pacífico, marcando el inicio oficial de este proyecto de infraestructura. Durante el acto oficial, el mandatario anunció que la construcción se ejecutará en tres etapas progresivas, detallando los elementos fundamentales del plan de desarrollo.
Según lo informado por Bukele, la aerolínea Avianca operará en estas instalaciones desde el primer día de funcionamiento, constituyendo un compromiso significativo para la viabilidad comercial del proyecto.
La Fase 1 de la construcción tiene un presupuesto asignado de 386,5 millones de dólares estadounidenses. Esta etapa inicial contempla el desarrollo de una terminal aeroportuaria, dos puertas de embarque y una pista de aterrizaje con extensión de 2,4 kilómetros de longitud. Tras la ejecución de la Fase 1, el Aeropuerto del Pacífico tendrá la capacidad de recibir 300,00 pasajeros por año y se estima que tendrá capacidad para emitir y recibir 2,000 vuelos al año. El plan también incluye diversas obras complementarias necesarias para el funcionamiento básico del aeropuerto.

## Instalaciones

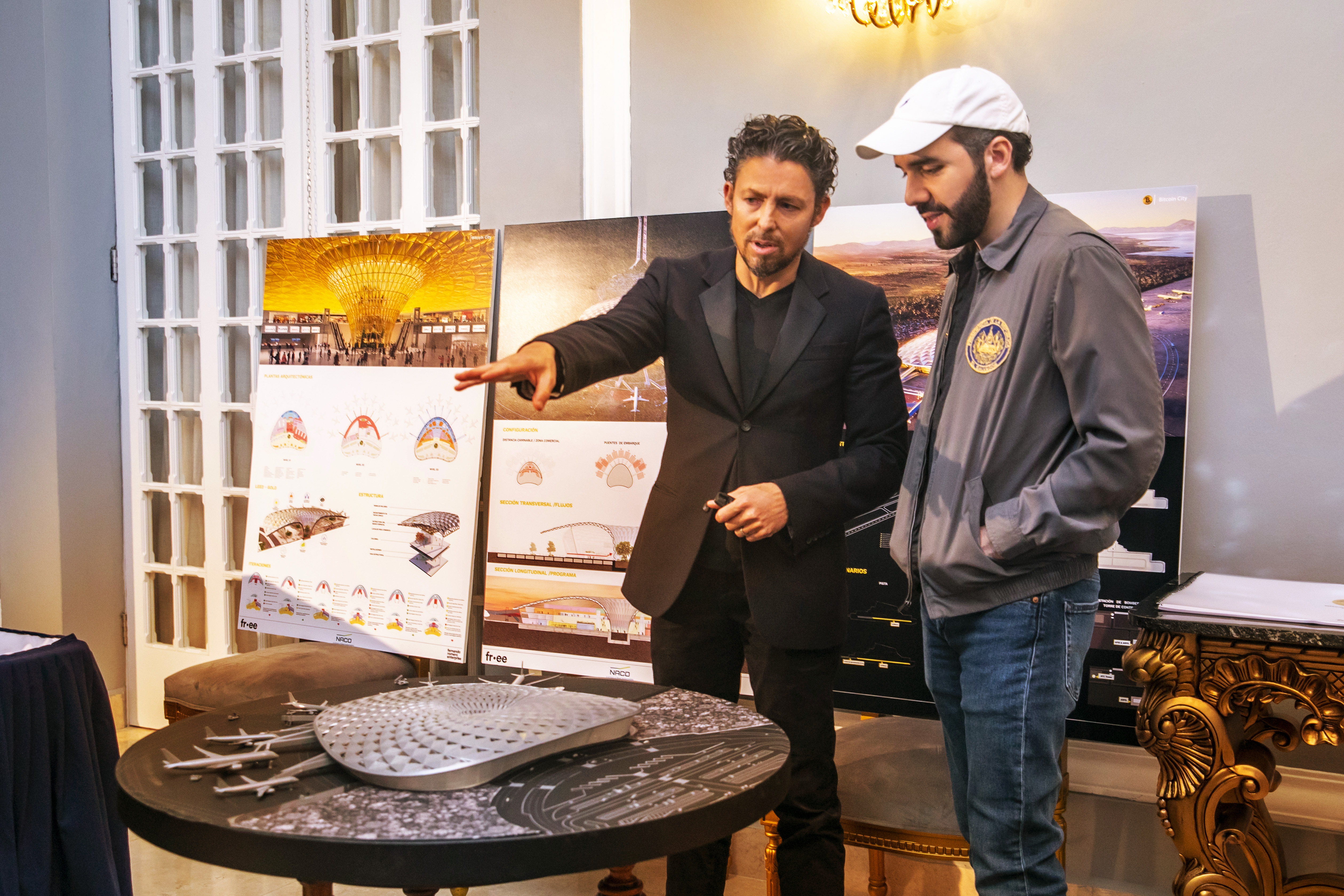
Nayib Bukele y Fernando Romero junto a una maqueta de la terminal del Aeropuerto del Pacífico.

El Aeropuerto del Pacífico contará con una terminal de pasajeros diseñada en dos niveles. El primer piso contemplará 126.530 pies cuadrados (11.755 m²) destinados a procesos de facturación, reclamo de equipaje y trámites aduanales. El segundo nivel dispondrá de 41.495 pies cuadrados (3.855 m²) para espacios comerciales, incluyendo restaurantes y servicios complementarios.
La infraestructura aeroportuaria incluirá una pista de 7874 pies (2400 metros) de longitud y 148 pies (45 m) de ancho, con plataformas de giro en ambos extremos para facilitar el posicionamiento de aeronaves previo al despegue. Adicionalmente, el proyecto contempla una instalación destinada a la Fuerza Aérea Salvadoreña.
Según Oscar Avalle, representante del Banco Mundial para El Salvador y Costa Rica, el aeropuerto dispondrá de dos puertas con capacidad para atender simultáneamente dos o tres aeronaves. Avalle señaló la posibilidad de expansión futura ante un incremento en la demanda turística de la zona oriental de El Salvador. La infraestructura permitirá el aterrizaje de aeronaves como los Airbus A318, A319, A320, A320neo, A321, A321neo e incluso el Airbus A330-200; Boeing 717, 737 Classic, 737 Next Generation y 737 MAX y 757-200. Además, podrá operar todos los modelos Bombardier CRJ-700/900/1000, De Havilland Canada Dash 8, Embraer E-Jets, E-Jets E2, ATR 42 y ATR 72. Las proyecciones gubernamentales estiman una capacidad de atención entre 300.000 y 500.000 pasajeros anualmente.

## Destinos
| Aerolíneas | Destinos |
| ---------- | -------- |
| Avianca    | N/A      |